# هجو در مشاعره

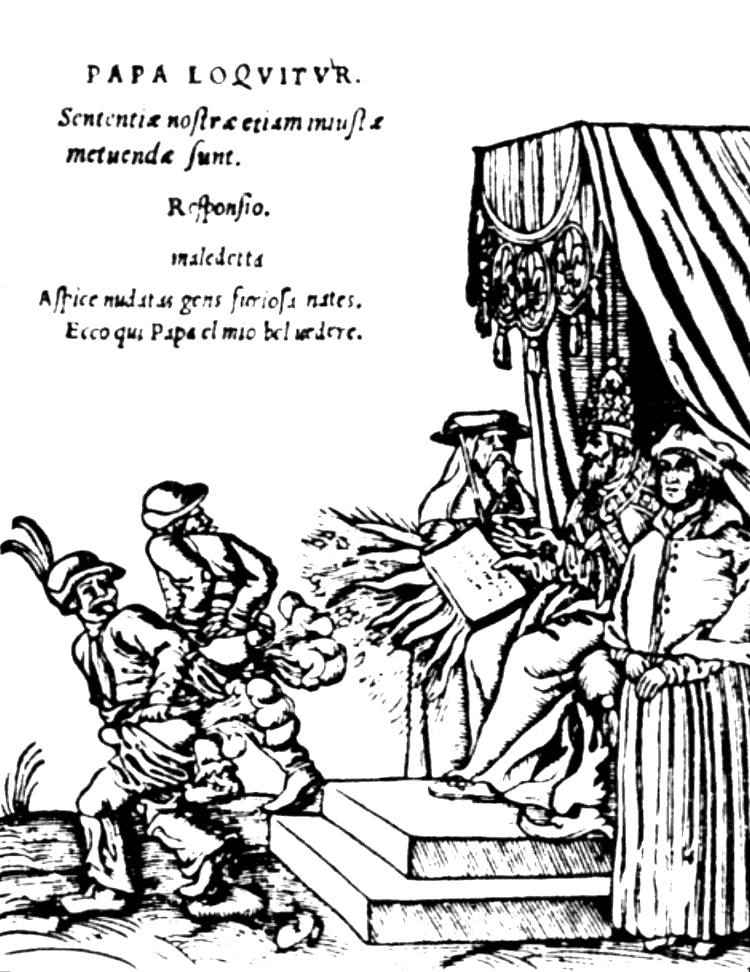
۱۵۴۵ حکاکی روی چوب توسط لوکاس کراناچ که به پریدن به یکدیگر اشاره می‌کند (و احتمالاً نشان می‌دهد). دهقانان آلمانی به گاو نر پاپ پاپ پل سوم پاسخ دادند. در کپشن این عکس آمده‌است: «پاپ ما را با ممنوعیت نترسان و اینقدر خشمگین نباش. در غیر این صورت برمی گردیم و پشت سر خود را به شما نشان می‌دهیم.»

هجو در مشاعره (انگلیسی: Flyting)، پرداختن به هجو یکدیگر در قالب مشاعره است.

## اشتقاق لغات
کلمه flyting از فعل انگلیسی قدیمی flītan به معنی «پریدن به دیگری» که با پسوند اسمی ساخته شده‌است. در حدود سال ۱۲۰۰ به معنای کلی نزاع لفظی تأیید شده‌است، اولین بار به عنوان یک اصطلاح ادبی فنی در قرن شانزدهم در اسکاتلند یافت شد. اولین نمونه مکتوب اسکاتلندی ویلیام دانبار The Flyting of Dunbar and Kennedie است که در اواخر قرن پانزدهم نوشته شده‌است.

## یادداشت
1. ↑  "Nicht Bapst: nicht schreck uns mit deim ban, Und sey nicht so zorniger man. Wir thun sonst ein gegen wehre, Und zeigen dirs Bel vedere"
2. ↑  Mark U. Edwards, Jr., Luther's Last Battles: Politics And Polemics 1531–46 (2004), p. 199
3. ↑  Parks, Ward. "Flyting, Sounding, Debate: Three Verbal Contest Genres", Poetics Today 7.3, Poetics of Fiction (1986:439–58) provided some variable in the verbal contest, to provide a basis for differentiating the genres of flyting, sounding, and debate.
4. ↑  "fliting | flyting, n.", OED Online, 1st edn (Oxford: Oxford University Press), accessed 1 April 2020.
5. ↑  Dictionary of the Older Scottish Tongue, 12 vols (Chicago: University of Chicago Press; Oxford:
Oxford University Press, 1931–2002), s.v. flyting.